# U Ottama
Sayadaw U Ottama (birm. ဆရာတော် ဦးဥတ္တမ, IPA sʰəjàdɔ̀ ʔú ʔoʊʔdəma̰; znany także jako U Uttama; ur. 28 grudnia 1879 – zm. 9 września 1939) – duchowny buddyjski, który zapoczątkował tradycję politycznego zaangażowania mnichów buddyjskich w Birmie (Mjanmie).

## Życie
Urodził się w okolicach Sittwe, w stanie Rakhine jako Paw Tun Aung. Studiował w Kalkucie w Indiach, gdzie zetknął się z ideami Indyjskiego Kongresu Narodowego, co wywarło duży wpływ na jego przyszłą działalność. Następnie pracował w Japonii jako nauczyciel języka palijskiego w Tokio. Po powrocie do Birmy w roku 1919 zaangażował się w działalność, polityczną. Z tego powodu został uwięziony po raz pierwszy w roku 1921 – od tego czasu aż do śmierci w roku 1939 większość czasu spędził w więzieniu doświadczając chorób, nędzy i lekceważenia ze strony młodszych działaczy nacjonalistycznych.

## Poglądy i działalność polityczna
Pomimo politycznego zaangażowania U Ottama nie był członkiem żadnej partii. Jego działalność polegała na wygłaszaniu przemówień, pisaniu artykułów i listów otwartych oraz angażowaniu się w pokojowe inicjatywy polityczne. Rozgłos zyskał po swoim pierwszym, dziesięciomiesięcznym uwięzieniu w roku 1921, które było konsekwencją opublikowania listu otwartego skierowanego do gubernatora Birmy Brytyjskiej Reginalda Craddocka; w liście tym wezwał gubernatora by "wynosił się do domu". Inspirując się naukami Gandhiego był zwolennikiem pokojowego oporu przeciw kolonialnym rządom Brytyjczyków w Birmie – wzywał m.in. do bojkotu brytyjskich towarów. Uważał, że buddyjscy mnisi nie powinni skupiać się na osiągnięciu nirwany aż do czasu uwolnienia wszystkich Birmańczyków z opresji kolonialnej. Jednocześnie prezentował poglądy nacjonalistyczne – uważany jest za ojca współczesnego nacjonalizmu arakańskiego.